# Нікорник кабобський
Ніко́рник кабобський (Apalis kaboboensis) — вид горобцеподібних птахів родини тамікових (Cisticolidae). Ендемік Демократичної Республіки Конго. Раніше вважався підвидом рудогорлого нікорника.

## Поширення і екологія
Кабабські нікорники є ендеміками гори Кабобо в гірському масиві Ітомбве на сході ДР Конго. Вони живуть в підліску гірських тропічних лісів на висоті від 1600 до 2480 м над рівнем моря.

## Збереження
МСОП вважає цей вид вразливим через обмежений ареал (близько 2000 км²) і невелику популяцію (від 2500 до 10000 птахів, за оцінкою дослідників).